# Castillo de Lillet
El Castillo de Lillet es un castillo del municipio de la Pobla de Lillet (provincia de Barcelona) declarado Bien Cultural de Interés Nacional. El castillo dominaba, junto con el castillo de la Pobla, el valle del mismo nombre. Los restos están situados sobre un gran peñasco, cerca del torrente de Junyent a la izquierda del Arija en el municipio de La Pobla de Lillet.

## Descripción
En lo alto de una colina se encuentran los restos de un muro que mide 6 metros de largo y 3 metros de altura en el punto más alto. El aparato es bastante regular, de piedras pequeñas y bien trabajadas. Este muro conserva los restos de un contrafuerte, una hilada de piedras que a unos 2 m de tierra parecen indicar la existencia de un segundo piso y de una ventana apuntada respecto 1 m de alto por 80 cm de ancho y 90 de fondo. Esta ventana debía controlar el antiguo camino que por el cuello de la Creueta llevaba desde el Bergadá a la Cerdaña. En el lugar de cruce de este camino con el valle de Lillet, los Mataplana decidieron construir una población y una nueva fortaleza. Esta fue la causa del abandono del castillo de Lillet, que se conservó en la toponimia como «Lillet Viejo» y fuera construido un castillo nuevo que recibió el nombre de castillo de la Puebla. En el siglo XIX, en el lugar más alto del peñasco, se colocó una gran cruz de hierro.

## Historia

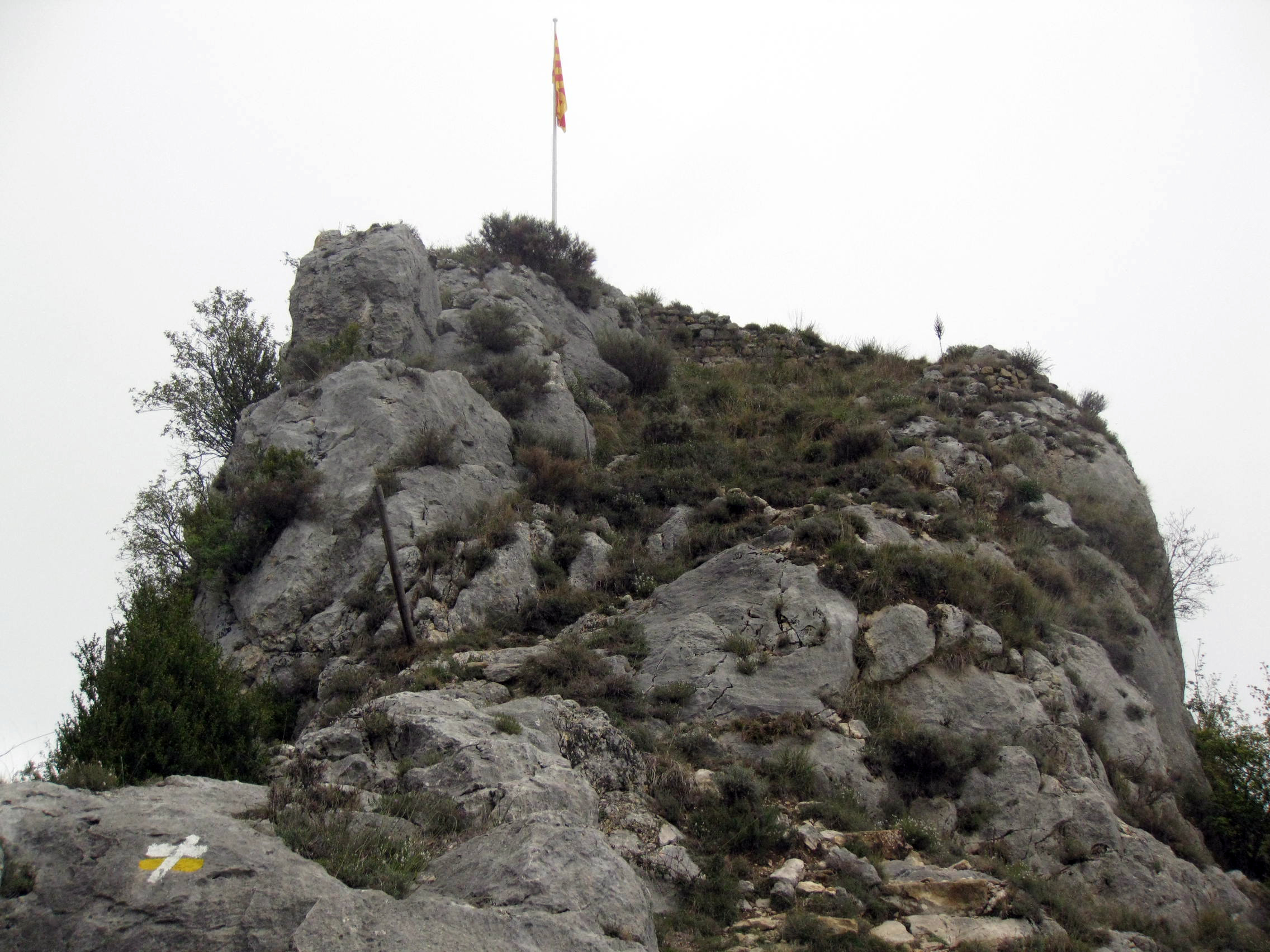
Vista del castillo.

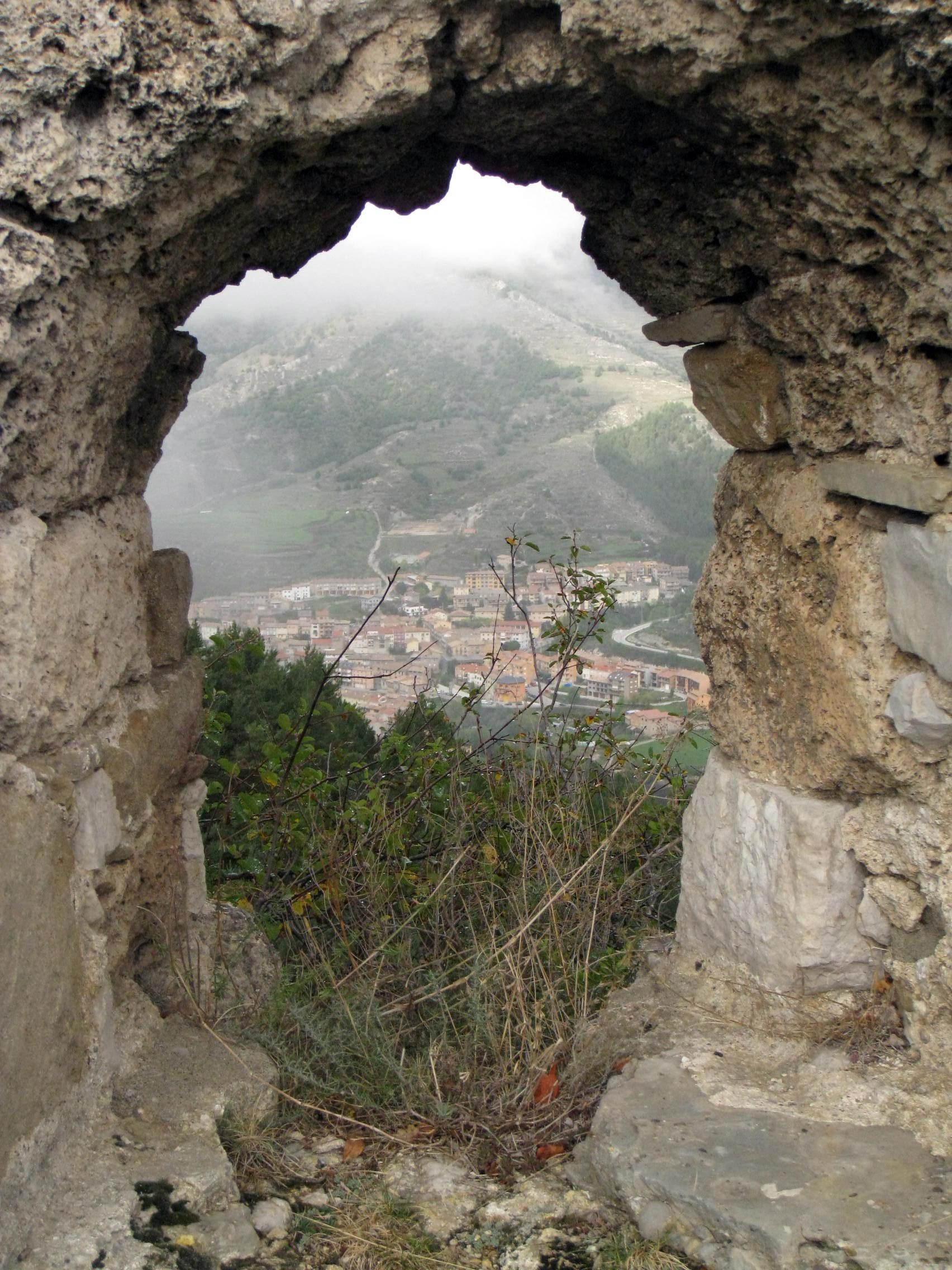
La Pobla de Lillet desde el castillo. (octubre de 2012).

El acta de consagración de la iglesia de Santa María, data del 833. En el siglo siguiente Emma, abadesa de San Juan de las Abadesas, hija de Wifredo el Velloso poseía estas tierras. El año 919, en el Libro de Canalars menciona Lillet en una venta y otro documento de venta del 921 consta la inserción del «valle Ligitense » en el condado de la Cerdaña.
En el siglo XII aparece el apellido Lillet, familia feudataria los señores de Mataplana. De inicio, el locativo o apellido se expresa con referencia al castillo: Dna. Guisla castro Liletenis , en 1144 y Petrus de Kastro Liled, en 1154. En 1297 Ramón de Urtx y su hijo Hugo de Mataplana expiden carta de franqueza y libertades a los hombres de la Pobla de Lillet; de hecho era una incitación al poblamiento del lugar, distante del lugar donde se asentaba el castillo. Los Mataplana llevaron a cabo una política de repoblación y defensa. El año 1342, era alcalde del castillo, Guillem de Pujol.
El siglo XIV se potenció el castillo de la Pobla, surgió el «Lillet nuevo» y la residencia señorial se desplazó. El 1374, la baronía de Mataplana y todos sus honores, es decir, también el castillo de Lillet fue vendida a Pere Galceran de Pinós. El 1430, el castillo de Lillet era llamado «Lillet viejo» y se encontraba en gran parte derruido. Nueve años después, los hombres de los valles de Lillet, Santa Cecilia de Riutort y Vallfogona, que lo tenían como lugar de recogerse, en caso necesario, pidieron permiso al señor, Bernat II Galceran de Pinós, para reconstruir el castillo a los propios gastos, con determinadas condiciones. Parece que no hubo entendimiento.
A partir del siglo XV, las noticias sobre el castillo se hacen cada vez más escasas, señal que, medio destruido, había perdido toda su importancia.